# Xenohelea spinosus
Xenohelea spinosus är en tvåvingeart som beskrevs av Liu, Ge och Liu 1996. Xenohelea spinosus ingår i släktet Xenohelea och familjen svidknott.
Artens utbredningsområde är Hainan (Kina). Inga underarter finns listade i Catalogue of Life.